# Rincón del Bonete (ville)
Pour les articles homonymes, voir Rincón del Bonete et Rincón.
Rincón del Bonete est une ville de l'Uruguay située dans le département de Tacuarembó. Sa population est de 97 habitants.

## Population
| Année | Population |
| ----- | ---------- |
| 1963  | –          |
| 1975  | –          |
| 1985  | –          |
| 1996  | –          |
| 2004  | 97         |

Référence,: